# عبد الله بن حسين بن طاهر
عبد الله بن حسين بن طاهر (1191 - 1272 هـ) فقيه شافعي ونحوي وشاعر من أكابر العلماء والأئمة المجتهدين في حضرموت. كان من الذين بايعوا أخاه طاهر بن حسين بن طاهر عندما قام بنهضته الشهيرة ونادى بنفسه خليفة على المسلمين الحضرميين، ومن الزعماء القائمين بالثورة على الحكام اليافعيين بتريم وسيئون. له مجموعة من الرسائل النافعة المعروفة بـ«مجموع الحبيب عبد الله بن حسين بن طاهر».

## نسبه
عبد الله بن حسين بن طاهر بن محمد بن هاشم بن عبد الرحمن بن عبد الله بن عبد الرحمن بن محمد مغفون بن عبد الرحمن بابطينة بن أحمد بن علوي بن الفقيه أحمد بن عبد الرحمن بن علوي عم الفقيه المقدم بن محمد صاحب مرباط بن علي خالع قسم بن علوي بن محمد بن علوي بن عبيد الله بن أحمد المهاجر بن عيسى بن محمد النقيب بن علي العريضي بن جعفر الصادق بن محمد الباقر بن علي زين العابدين بن الحسين السبط بن الإمام علي بن أبي طالب، والإمام علي زوج فاطمة بنت محمد ﷺ.
فهو الحفيد 29 لرسول الله محمد ﷺ في سلسلة نسبه.

## مولده ونشأته
ولد في تريم بحضرموت في ذي الحجة سنة 1191 هـ. ونشأ بها وبدأت تتجه نزعاته إلى الحياة العلمية والصوفية دون غيرهما من شؤون الحياة العامة ومشاغلها، فكان منذ صباه مترددًا إلى معاهد التهذيب التريمية متفقهًا على شيوخها ومتلقيًا علوما أخرى عند غيرهم من الشيوخ البارزين في حضرموت. هاجر مع والده وأسرته في أجواء 1210 هـ إلى المسيلة بقرب تريم؛ تباعدا من ضغط حكام تريم اليافعيين، وفرارا من الفوضى السياسية والاجتماعية بها. وقد تنقل بين مكة والمدينة بالحجاز وتعلم على يد علمائها. ثم عاد إلى بلاده وسكن المسيلة معلمًا واعظًا.

## شيوخه
أخذ العلم عن كثير من العلماء، منهم:
| - أخوه طاهر بن حسين بن طاهر - حامد بن عمر المنفر - عبد الرحمن بن حامد المنفر - عمر بن أحمد الحداد - علوي بن أحمد الحداد | - عمر بن محمد بن سهل - أبو بكر بن عبد الله الهندوان - عبد الرحمن بن عبد الله بافرج - أبو بكر بن عبد الله بنَحْسن - محمد بن أبي بكر العيدروس | - علوي بن محمد المشهور - عبد الرحمن بن علوي صاحب البطيحاء - عمر بن سقاف السقاف - عبد الرحمن بن محمد بن سميط - أحمد بن عبد الله الهندوان | - أحمد بن جعفر الحبشي - عقيل بن عمر بن يحيى - محمد بن صالح الرّيس - عمر بن عبد الرسول العطار - أحمد بن علوي جمل الليل |

## تلاميذه
وأخذ عنه وانتفع به جم غفير، منهم:
| - عبد الله بن عمر بن يحيى - عبد الرحمن بن علي السقاف | - علي بن محمد الحبشي - محمد بن حسين الحبشي - محسن بن علوي السقاف | - حامد بن عمر السقاف - عيدروس بن عمر الحبشي - أحمد بن علي الجنيد - مهدي بن محسن الحامد | - عمر بن علي الجنيد - عبد الله بن أحمد باسودان - عبد الله بن سعد بن سمير |

## أعماله
أثر عنه أنه كان يقوم بالليل بعشرة أجزاء من القرآن، وفي صلاة الضحى بثمانية أجزاء. ومن أوراده قال تلميذه عيدروس بن عمر «إنه، أي عبد الله بن حسين، كان يأتي كل يوم من (لا إله إلا الله) بخمسة وعشرين ألفًا، ومن (يا الله) بخمسة وعشرين ألفًا، ومن (الصلاة على النبي ﷺ) بخمسة وعشرين ألفًا، وكان يغتسل ويتطيب لكل فريضة». كما من عادته أن يجلس للناس في المسجد عشية كل يوم للروحة مدرسا الفقه وغير الفقه، ومستمعا إلى الحديث والتصوف حتى إذا دنت الشمس للمغيب قام متأهبا لصلاة المغرب من اغتسال وتطيب.
وعن دوره السياسي فقد كان في مقدمة السادة العلويين الذي نهضوا للثورة على اليافعيين ومهدوا لها ضد المظالم والفوضى والاستبدادات، حيث كانت الفتن قد ضربت بجرانها والاضطرابات قد تغلبت على معظم أقطار الجنوب العربي في القرن الثالث عشر الهجري، غير أن هناك من العلماء من كانوا يسعون جهدهم لإخماد الفتن وإزالة المظالم، فرأى العلويون أنه لا بد أولا من الدعوة الصارخة إلى أولئك العابثين حتى تهدأ الأمور، ورأوا أنه لا بد من دولة جامعة تضم الجميع، يختار لها من يتوسمون فيه الخير والصلاح. فهم الذين بذروا بذور الثورة ونجحت بعد زمن عام 1265 هـ. وكان عبد الله بن حسين أحد الذين عملوا لقيام سلطنة الكثيري بقيادة السلطان غالب بن محسن الكثيري، والذي اشترى حكم تريم من عبد الله بن عوض غرامة اليافعي وجرى عليه الاتفاق في بيت عبد الله بن حسين وتحت إشرافه في 20 شعبان 1262 هـ.

## من كلامه
- «متى فرحت بشيء من أمور الدنيا واطمأننت به فأنت ناقص عقل ودين، وزيادة أحدهما أو نقصه يستلزم مثله في الآخر».
- «أكل الحلال أصلٌ كبير ولا تزكو العبادة ويظهر أثرها إلا إذا كانت اللقمة طيبة من غير شُبَه فالحلال كالأصل للعبادة والشيء لا يستقيم إلا إذا صَلَحَ أصله».
- «كان الأخ طاهر يتتلمذ لكل من وجده مساويًا له أو أدنى منه في أي بلد كان ولم يظهر نفسه بدعوة الخلق ولا تذكيرهم إلا إذا لم يجد من يقوم بذلك مبالغة في الخُمول. وكان في بعض البلدان إذا رأى من يدّعي المعرفة نكش كتابه وقال له» باأقرأ عليك«. وحصل النفع له ولغيره بسبب تواضعه وتهذيب نفسه لأنه من تكبر على الناس وطلب منهم المجيء إلى عنده والقراءة عليه لم يحصل له ولا منه انتفاع».[4]

## من شعره
ولديه ديوان شعر جمعه بنفسه برزت شخصيته الصوفية فيه، كما يشاهد ميوله المتأثرة بدينياته وغير دينياته واضحة فيه. فمن شعره:

## مؤلفاته
جمعت رسائله وعهوده ومكاتباته ووصاياه في «مجموعه» الذي اشتمل على 23 رسالة وعلى ديوان ومنظومة ووصية، وله من التصانيف:
- «سلم التوفيق إلى محبة الله على التحقيق» في الفقه. شرحه محمد بن عمر نووي الجاوي شرحًا لطيفًا، واختصره عبد الله بن محمد الهرري ثم شرحه.
- «مفتاح الإعراب» في النحو. ولتلميذه مفتي مكة محمد بن حسين الحبشي شرح عليه.

## وفاته
توفي منتصف ليلة الخميس السابع عشر من شهر ربيع الآخر سنة 1272 هـ، ودفن إلى جانب أخيه طاهر بن حسين في المسيلة. ويقام له كل عام في يوم ذكرى وفاته اجتماع كبير في المقبرة التي قُبر فيها.

### استشهادات
1. ↑  الزركلي، خير الدين (2002). الأعلام. بيروت، لبنان: دار العلم للملايين. ج. الجزء الرابع. ص. 81.
2. ↑  الحبشي، عيدروس بن عمر (1430 هـ). عقد اليواقيت الجوهرية. تريم، اليمن: دار العلم والدعوة. ج. الجزء الأول. ص. 446. {{استشهاد بكتاب}}: تحقق من التاريخ في: |تاريخ= (مساعدة)
3. ↑  المشهور، عبد الرحمن بن محمد (1404 هـ). شمس الظهيرة. جدة، المملكة العربية السعودية: عالم المعرفة. ج. الجزء الثاني. ص. 590. {{استشهاد بكتاب}}: تحقق من التاريخ في: |تاريخ= (مساعدة)
4. ↑  "ترجمة عبد الله بن حسين بن طاهر". جمعية المشاريع الخيرية الإسلامية. مؤرشف من الأصل في 2018-09-16.
5. ↑  القضماني، محمد ياسر (2014). السادة آل باعلوي وغيض من فيض أقوالهم الشريفة وأحوالهم المنيفة. دمشق، سوريا: دار نور الصباح. ص. 168.

## وصلات خارجية
- ديوان ابن طاهر - الديوان.